# Simion Ștefan

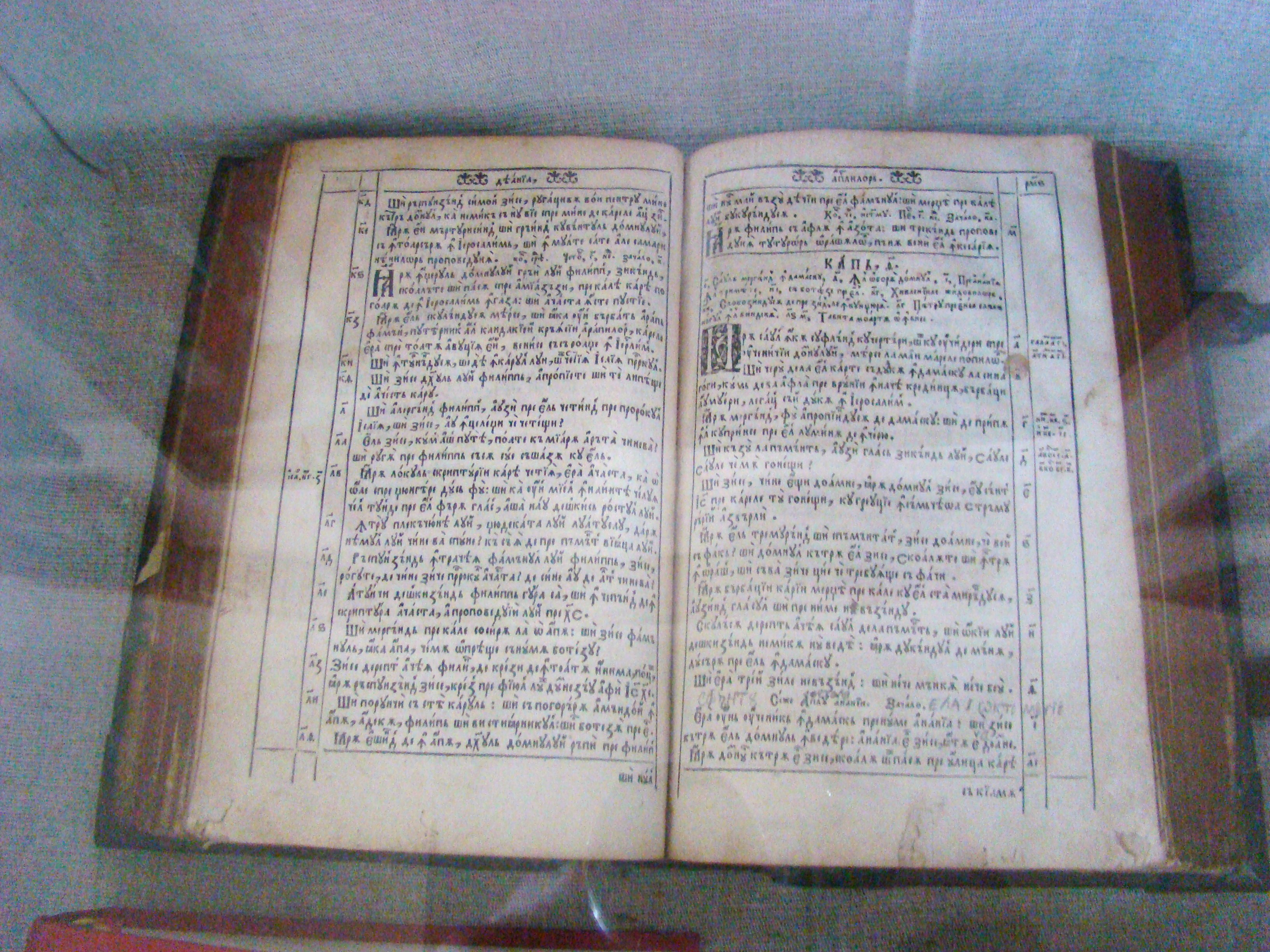
Noul Testament (Simion Ștefan, Bălgrad 1648)

Simion Ștefan (n. ? - 1656) a fost un cărturar și traducător român, mitropolit al Ardealului.

## Biografie
Originar din Alba Iulia, a studiat la o școală mănăstirească aflată undeva în vecinătatea capitalei Transilvaniei, fiind ales, în 1643, „arhiepiscop și mitropolit în scaunul Bălgradului și a Vadului și a Maramurășului și a toată țara Ardealului”.
În anul 1651 mitropolitul Simion Ștefan l-a consacrat la Alba Iulia pe călugărul bazilian Partenie Petrovic⁠(en)[traduceți] drept episcop unit de Muncaci.

## Opera
Noul Testament, tipărit de el însuși la Alba Iulia, în 1648 (din care s-au păstrat în jur de 330 de exemplare) sub patronajul principelui ardelean reformat Gheorghe Rákóczi I, este important prin Predoslovia compusă de el. După ce îl omagiază pe Rákóczi din grija căruia s-a tipărit cartea și care l-a trimis la frații săi de dincolo de munți să învețe, emite câteva păreri interesante în sensul unificării limbii, precum și în ceea ce privește unele elemente de reformă aduse în biserica pravoslavnică a românilor ardeleni. El este primul învățat român care definește noțiunea de circulație a cuvintelor printr-o comparație din domeniul civilizației monetare a epocii, când banii de aur erau valabili pretutindeni: „Bine știm că cuvintele trebuie să fie ca banii, că banii aceia sunt buni carii îmblă în toate țările; așa și cuvintele, acelea sunt bune carele le înțeleg toți.”
Tot el a remarcat și marea disponibilitate a limbii române de a se îmbogăți cu neologisme.
Predoslovia se încheie cu prea bine cunoscuta figură de stil a epocii din Pravila de la Govora, pe care o utilizau atunci toți scriitorii: „Socotește, cititorule, în ciastă carte, pentru că n-au scrisă îngerii din ceriu, ci au scrisă mână păcătoasă, din țărână făcută.”
O altă operă monumentală realizată de mitropolitul Simion Ștefan este și Psaltirea de la Bălgrad (din care s-au păstrat astăzi un număr de aproximativ 40 de exemplare) tipărită de același grup de cărturari, trei ani mai târziu, în anul 1651.